# Bahnstrecke Ngahere–Roa
| Zug auf der Steilstrecke zwischen Blackball und Roa |                   |                                                |                                                |
| Streckenlänge: | 8 km              |                                                |                                                |
| Spurweite: | 1067 mm (Kapspur) |                                                |                                                |
| Maximale Neigung: | 40 ‰              |                                                |                                                |
| |                   |                                                |                                                |
| \| \| \| Stillwater–Ngākawau von Stillwater / Greymouth \| \| \| \| 0,0 \| Ngahere \| Ngahere \| \| \| \| Strecke Stillwater–Ngākawau nach Westport \| \| \| \| \| Grey River/Māwheranui \| \| \| \| \| \| \| \| \| 5,7 \| Blackball \| Blackball \| \| \| \| Steilrampe mit System Fell \| \| \| \| 8,2 \| Roa \| Roa \| \| \| \| \| \| \| Quellen: [1] \| \| \| \| |                   |                                                |                                                |
| Strecke |                   | Stillwater–Ngākawau von Stillwater / Greymouth | Stillwater–Ngākawau von Stillwater / Greymouth |
| ehemaliger Bahnhof | 0,0               | Ngahere                                        | Ngahere                                        |
| Abzweig ehemals geradeaus und nach rechts |                   | Strecke Stillwater–Ngākawau nach Westport      | Strecke Stillwater–Ngākawau nach Westport      |
| Brücke über Wasserlauf (Strecke außer Betrieb) |                   | Grey River/Māwheranui                          | Grey River/Māwheranui                          |
| Haltepunkt / Haltestelle (Strecke außer Betrieb) |                   |                                                |                                                |
| Bahnhof (Strecke außer Betrieb) | 5,7               | Blackball                                      | Blackball                                      |
| Strecke (außer Betrieb) |                   | Steilrampe mit System Fell                     | Steilrampe mit System Fell                     |
| Kopfbahnhof Streckenende (Strecke außer Betrieb) | 8,2               | Roa                                            | Roa                                            |
| |                   |                                                |                                                |
| Quellen: |                   |                                                |                                                |

Die Bahnstrecke Ngahere–Roa (Blackball Branch und Roa Branch) war eine etwa 8 km lange Nebenstrecke der Bahnstrecke Stillwater–Ngākawau in Neuseeland. Bemerkenswert war sie vor allem wegen der Roa Incline, einer Steilstrecke, die mit dem System Fell befahren wurde.

## Voraussetzungen
Das Steinkohle-Bergwerk der Blackball Coal Company liegt in der Nähe von Blackball, ein Stück landeinwärts vom rechten Ufer des Grey River/Māwheranui. Die Bahnstrecke Stillwater–Ngākawau verläuft dagegen am linken Ufer des Flusses. Um die Kohle vom Bergwerk abzutransportieren und auf die Bahn zu verladen, wurde ab 1893 eine Luftseilbahn verwendet und die Kohle im Bahnhof Ngahere auf die Bahn verladen. Dies war aufwändig, weshalb 1901 der Bau einer Eisenbahn von Ngahere über den Grey River/Māwheranui nach Blackball beschlossen wurde.

## Bau
Das Staatsbauamt (Department of Public Works) begann den Bau 1902. Der Bau war mit Hindernissen behaftet: Schwierig erwies sich der Bau der Brücke über den Grey River/Māwheranui. Sie wurde als kombinierte Straßen-Eisenbahn-Brücke errichtet und war mehr als 500 m lang. Der mit dem Bau einer weiteren Brücke beauftragte Unternehmer fiel in Insolvenz und heftige Niederschläge störten den Bauablauf.
Das oberhalb von Blackball liegende Kohlebergwerk der Paparoa Coal Company begann damals mit dem Bau einer Bahnstrecke von Blackball nach Roa. Diese bestand im Wesentlichen aus einer Steilrampe mit einer Steigung von bis zu 40 ‰, die mit dem System Fell ausgerüstet war. Diese Strecke wurde letztendlich vom Bergamt (State Mines Department) übernommen, das sie auch bis zum Schluss betrieb.

## Betrieb
Züge wurden auf der Strecke von Dampflokomotiven befördert, zum Einsatz von Diesellokomotiven auf der Strecke kam es vor dem Betriebsende nicht mehr.

### System Fell

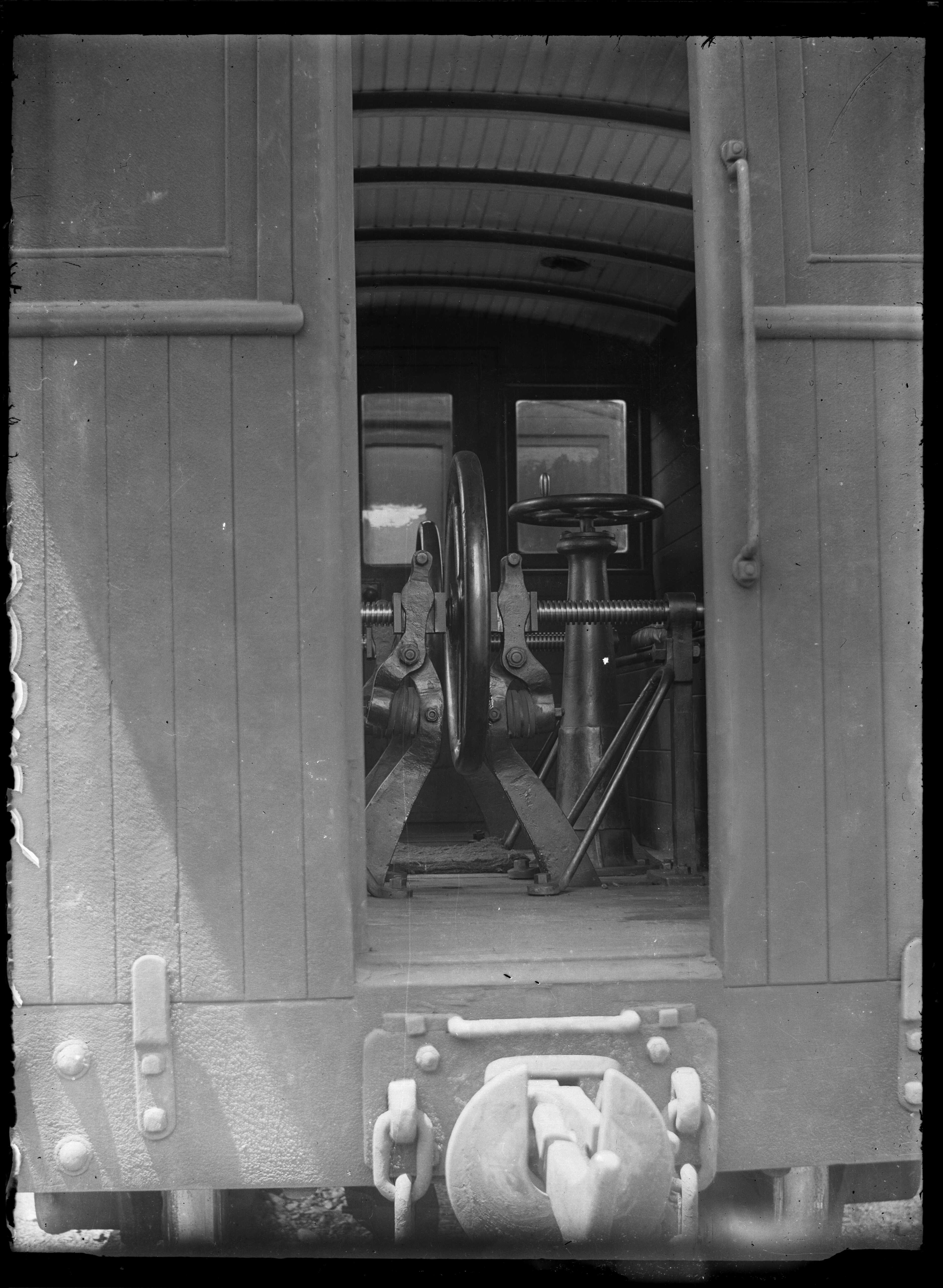
Blick in den Bremswagen: Die mechanische Kurbel-Bremse wurde mit der Hand bedient

Die Strecke Ngahere–Roa war eine von drei Strecken in Neuseeland, die mit dem Bergbahn-System nach John Barraclough Fell ausgerüstet war. Die anderen beiden waren die Rimutaka-Rampe auf der Bahnstrecke Wellington–Woodville, und die auf der Roa gegenüberliegenden Seite des Paparoa-Gebirges betriebene Bahnstrecke Greymouth–Rewanui.
Da die Hauptlastrichtung der Strecke im Verkehr talwärts lag – die beladenen Kohlezüge fuhren vom Bergwerk zum Hafen in Greymouth, die Leerzüge von dort bergwärts – war das Hauptproblem des Steilabschnitts nicht die Bergfahrt, sondern das Bremsen bei der Fahrt talwärts. Deshalb wurde das Fell-System – im Gegensatz zur Rimutaka-Steilstrecke – nur bei der Talfahrt genutzt. Bis zu acht Züge pro Tag fuhren – ausschließlich handgebremst – die Steilrampe hinunter. Dabei kam es nie zu einem größeren Unfall.
Aufgrund dieser Betriebsform gab es auf der Strecke keine Lokomotiven, die mit dem System Fell arbeiteten, sondern nur entsprechende Bremswagen. Davon wurden sechs gebaut, wobei drei für den Einsatz auf der Strecke nach Roa vorgesehen waren. Sie ähnelten in ihrer Konstruktion den Wagen, die auf der Rimutaka-Rampe eingesetzt wurden, hatten die gleichen Fahrgestelle und Bremsvorrichtungen. Nachdem die Gebirgsquerung auf der Bahnstrecke Wellington–Woodville seit 1955 durch den Rimutaka-Tunnel, einen Basistunnel, erfolgte und die Bremswagen damit überflüssig waren, wurden sie nach Greymouth überführt und auf den Steilstrecken nach Rewanui und Roa eingesetzt.

### Güterverkehr
Die Kohleproduktion aus den Bergwerken nahm mit der Eröffnung der Eisenbahn stark zu, weil viel größere Mengen Kohle abtransportiert werden konnten. Ab 1909 wurde Kohle über die Strecke abgefahren, wobei der Betrieb im unteren Abschnitt zunächst noch vom Staatsbauamt geführt wurde, der im oberen vom Bergamt. Offiziell wurde die Strecke erst zum 1. August 1910 eröffnet.

### Personenverkehr
Personenverkehr fand zwischen Ngahere und Blackball ebenfalls statt, wurde aber 1940 aufgegeben.

## Ende
Noch vor 1955 wurde das Bahnbetriebswerk in Blackball geschlossen und die anfallenden Arbeiten in Greymouth erledigt. 1955 brannte das Empfangsgebäude des Bahnhofs Blackball ab. Sinkende Produktion aufgrund rückläufiger Absatzzahlen der Kohle führten dazu, dass das Bergamt die Roa-Steigung am 25. Juli 1960 stilllegte.
Ab Juli 1963 wurde die Strecke nur noch der Betriebsform der Sperrfahrt befahren, das heißt, dass immer nur ein Zug auf der gesamten Strecke unterwegs sein konnte. Da damals aber nur noch ein Bergwerk entlang der Strecke – und das nicht in voller Kapazität – arbeitete, war das völlig ausreichend.
Ein wesentliches Problem im Betrieb der Strecke waren die Kosten für die Instandhaltung der Brücke über den Grey River/Māwheranui. Aufgrund der häufigen Hochwasser des Flusses wurde sie oft beschädigt. Dies führte nach einer solchen Beschädigung am 21. Februar 1966 auch zur Schließung der gesamten Bahnstrecke.

## Relikte
Die Brücke über den Grey River/Māwheranui wurde bis 1968 als Straßenbrücke und dann noch einige Jahre für Fußgänger offen gehalten, bis weitere Hochwasserschäden eine Reparatur zu teuer machten. Vier Felder der Brücke standen noch bis 2002, die dann auch abgebaut wurden. In der Nähe sind inmitten von Sumpfland auch noch zwei Pylone der Seilbahn vom Ende des 19. Jahrhunderts erhalten. Auf der ehemaligen Steilrampe ist weiter die Brücke über den Ford Creek erhalten, auf der die Sockel zur Montage der Mittelschiene des Fell-Systems noch zu sehen sind. An einigen Stellen sind im Gelände Reste der Trasse erhalten, aber schwer zugänglich. Sonst gibt es nur wenige Überreste der Strecke.